# Pelagonemertes moseleyi
Pelagonemertes moseleyi är en djurart som tillhör fylumet slemmaskar, och som beskrevs av Heinrich Bürger 1895. Pelagonemertes moseleyi ingår i släktet Pelagonemertes och familjen Pelagonemertidae. Inga underarter finns listade i Catalogue of Life.